# تاریخ یهودیان در لهستان
تاریخ یهودیان در لهستان به حدود ۸۰۰ سال پیش بازمی‌گردد. برای قرنها لهستان بزرگ‌ترین مرکز یهودیان در سراسر دنیا بود. به دلیل تساهل مذهبی، لهستان جزو معدود کشورهای اروپایی برای یهودیان بود؛ ولیکن بعد از تجزیه لهستان در سال ۱۷۷۲ میلادی یهودستیزی در لهستان شدت گرفت. در زمان جنگ جهانی دوم بیشتر یهودیان لهستان به دست آلمان نازی از بین رفتند که به واقعه هولوکاست منجر شد. بعد از فروپاشی کمونیسم در لهستان تلاش زیادی برای زنده کردن مجدد فرهنگ یهودی در لهستان صورت گرفته‌است.
در بین سالهای ۱۰۲۵ میلادی تا ۱۵۶۹ میلادی لهستان راحتترین کشور اروپایی برای یهودیان بود. در این زمان لهستان، «بهشت یهودیان» نامیده می‌شد و تنها کشوری در اروپا بود که حملات علیه یهودیان در آن صورت نمی‌گرفت. بر اساس بعضی تخمینها در قرن ۱۶ میلادی سه چهارم یهودیان دنیا در لهستان زندگی می‌کردند. از قرن ۱۷ به بعد به دلایل مذهبی، لهستان تساهل مذهبی خود را از دست داد. بعد از اینکه در سال ۱۷۹۵ میلادی لهستان تحت کنترل امپراتوری روسیه قرار گرفت قوانین یهودستیزانه یهودی از این کشور وارد لهستان شد. بعد از جنگ جهانی اول لهستان استقلال خود را بازیافت و دوباره به مرکز یهودیان تبدیل شد.
در ابتدای جنگ جهانی دوم لهستان بین آلمان نازی و شوروی تقسیم شد. جنگ جهانی دوم باعث نابودی ۱۰ درصد جمعیت لهستان و ۹۰ درصد جمعیت یهودیان این کشور شد. با اینکه هولوکاست در قسمت تحت کنترل آلمان نازی در لهستان اتفاق افتاد همکاری لهستانیها با آلمانیها کمتر از سایر کشورها بود. تخمینهای اسرائیلیها نشان می‌دهد که کمتر از ۰٫۱٪ لهستانیهای جنتیل به آلمانیها در نابودی یهودیان کمک کردند. رفتار لهستانیهای جنتیل نسبت به رفتار آلمانیها متفاوت بود و حتی بعضی برای نجات یهودیان خود را به خطر انداختند؛ ولیکن بعضی دیگر نیز نسبت به آن ساکت بوده یا در کشتار یهودیان کمک کردند. لهستانیها بیشترین کمک را به یهودیان نسبت به ملتهای دیگر انجام دادند.
بعد از جنگ جهانی دوم بسیاری از یهودیان باقی‌مانده از لهستان مهاجرت کردند و به اسرائیل یا قاره آمریکا مهاجرت کردند. بسیاری از یهودیان در این زمان لهستان را برای همیشه ترک کردند. بعد از فروپاشی کمونیسم در سال ۱۹۸۹ وضعیت یهودیان دوباره در لهستان بهبود یافت. یهودیانی که قبل از جنگ جهانی دوم تابعیت لهستانی داشتند اجازه یافتند دوباره تابعیت لهستانی خود را ادامه دهند. امروزه جمعیت یهودیان در لهستان حدود ۲۰۰۰۰ نفر است.

## دوران طلایی
یهودیان از خاورمیانه نشات گرفتند. مهاجرت آنها به اروپا از حرکت آنها به یونان شروع شد. اولین حضور یهودیان در یونان به حدود سال ۳۰۰ قبل از میلاد بازمی‌گردد. در امپراطوری روم در قرن اول قبل از میلاد نیز یهودیان زیادی حضور داشتند. در قرون ابتدایی میلادی یهودیان در فرانسه و آلمان حضور داشتند. بعد از اینکه یهودیان در فرانسه و آلمان مورد تبعیض و فشار قرار گرفتند به لهستان و لیتوانی فرار کردند. اولین یهودیان در قرن ۱۰ میلادی به لهستان رسیدند. حضور یهودیان باعث گسترش تجارت با اوکراین و بخارا شد. یکی از این یهودیان که با نام اندولوسی خود ابراهیم ابن یعقوب شناخته می‌شود اولین کسی است که در نوشتارهای خود از لهستان نام برده‌است. اولین دانشمند یهودی در لهستان یهودا ها-کوهن بود.
در زمان اولین جنگ صلیبی تعداد زیادی از یهودیان به لهستان مهاجرت کردند. در این زمان تحت حکمرانی بولسلاو سوم یهودیان در زمینهای تحت حکومت او زندگی می‌کردند. یهودیان اقتصاد لهستان را به‌طور کامل در اختیار داشتند و حتی بر روی سکه‌های لهستان در این زمان زبان عبری وجود دارد. یهودیان در این زمان طبقه میانی اجتماع بین زمینداران اشرافی و کارگران آنها بودند.
وضعیت یهودیان در لهستان به تدریج کمی بدتر شد. این بدتر شدن به دلیل دیدگاه‌های کلیسای کاتولیک و قدرت امپراطوری آلمان بود. در این زمان معمولاً کلیسا به دنبال از بین بردن حقوق یهودیان و آزار آنها بود در حالی که معمولاً حاکمان لهستان به دلیل ارزش اقتصادی طرفدار آنان بودند. در سال ۱۳۴۸ اولین اتهام خون به یهودیان در لهستان وارد شد. اولین حمله به یهودیان در سال ۱۳۶۷ بود؛ ولیکن به‌طور کلی یهودیان در لهستان وضعیت بسیار بهتری نسبت به اروپای غربی داشتند و بسیاری از یهودیان آلمان به لهستان مهاجرت کردند.
با ازدواج شاهزاده مجارستان با شاهزاده لهستان لیتوانی و لهستان تبدیل به یک کشور شدند. در سال ۱۳۸۸ یهودیان لیتوانی تمامی حق و حقوق یهودیان لهستان را به دست آوردند؛ ولیکن کلیسا به شدت با یهودیان مخالف بود و تلاش زیادی برای مقابله با آنان می‌کرد. اتهام خون به یهودیان وارد شد. در زمان شیوع طاعون بسیاری حملات به یهودیان انجام شد. در زمان کسیمیر چهارم وضعیت یهودیان بدتر شد.
بعد از اخراج یهودیان از اسپانیا در سال ۱۴۹۲ میلادی یهودیان زیادی به لهستان مهاجرت کردند. در زمان زیگمونت اول یهودیان در لهستان بسیار در راحتی بودند. در این زمان حدود سه چهارم یهودیان تمامی دنیا در لهستان زندگی می‌کردند. یکی از مهم‌ترین دانشمندان یهودی در این زمان موسی ایسرلس بود که در تلمود و کابالا مهارت زیادی داشت.

## اتحاد لهستان و لیتوانی
در سال ۱۶۴۸ در زمان شورش قزاقها بسیاری یهودیان و کاتولیکها کشته شدند. در این زمان جمعیت یهودی بین ۱۰۰ تا ۲۰۰ هزار نفر کاهش یافت. در سال ۱۶۵۵ سوئد به لهستان حمله کرد و بسیاری مناطق آن را ویران کرد. یهودیان در لهستان در این زمان بر خلاف سایر کشورها لباسی همانند بقیه مردم می‌پوشیدند و از آنها جدا نبودند.

## تقسیم لهستان
آخرین پادشاه لهستان در سال ۱۷۶۴ میلادی به پادشاهی رسید. ۸ سال بعد نیروهای آلمانی و روسی به لهستان حمله کردند و بیشتر لهستان به کنترل کشورهای خارجی درآمد. از این زمان به تدریج قوانین ضدیهودی در لهستان تشدید شد. یهودیان از مسیحیان جدا شدند و اجازه داشتن زمین در بعضی مناطق از آنها گرفته شد. لهستان برای بار دوم در سال ۱۷۹۳ تقسیم شد.

## تحت سلطه روسیه
امپراطوری روسیه دارای قوانین ضدیهودی شدیدی بود. در سال ۱۷۷۲ کاترین دوم ملکه امپراطوری روسیه قانونی وضع کرد که زندگی یهودیان را محدود به مناطق خاصی در لهستان و اوکراین کرد. در زمان حکومت تزار نیکولاس اول بسیاری قوانین ضدیهودی جدید اعمال شد. این قوانین آن قدر شدید بودند که یهودیان نام وی راهامان دوم نامیده بودند.
در بین سالهای ۱۸۸۱ تا ۱۸۸۴ میلادی پوگروم‌های ضدیهودی زیادی در لهستان اتفاق افتاد. تزار الکساندر سوم یهودیان را مقصر اتفاقات دانست و قوانین شدیدی علیه آنها وضع کرد. این اتفاقها باعث شد که یهودیان زیادی به جنبش صهیونیسم روی آورند.
در بین دو جنگ جهانی لهستان دوباره استقلال خود را بازیافت. یهودیان نقش مؤثری در این بازیابی استقلال داشتند. بعد از جنگ جهانی اول کشورهای غربی و ایالات متحده بسیار نگران وضعیت یهودیان در لهستان بودند و وودرو ویلسون رئیس‌جمهور آمریکا شخصاً هیاتی را مأمور تحقیق در این زمینه کرد. در بین دو جنگ جهانی یهودستیزی در لهستان شدت یافت. در این زمان ملیگرایان لهستانی یهودیان را سرمنشاء بسیاری مشکلات لهستان می‌دانستند. این یهودستیزی باعث تشدید ملیگرایی یهودی در بین یهودیان و علاقه بیشتر آنها به جنبش صهیونیسم شد. در اواخر دهه ۳۰ درگیریهای بین مسیحیان جنتیل و یهودیان در لهستان شدت گرفت. کلیسای کاتولیک نیز نقش زیادی در تهییج مردم علیه یهودیان داشت. در زمان حمله آلمان به لهستان در سال ۱۹۳۹ یهودستیزی در لهستان به اوج خود رسیده بود.

## جنگ جهانی دوم
در زمان جنگ جهانی دوم حدود سه میلیون یهودی در لهستان وجود داشتند. در سال ۱۹۳۹ یهودیان سی درصد جمعیت ورشو را تشکیل می‌دادند. بعد از اشغال لهستان به دست آلمان و شوروی، ۶۰ درصد یهودیان لهستان تحت سلطه آلمان و ۴۰ درصد تحت سلطه شوروی بودند. یهودیان زیادی در واقعه هولوکاست در قسمت آلمانی لهستان از بین رفتند.

## دوران کمونیسم
در بین سالهای ۱۹۴۶ تا ۱۹۸۹ کمونیسم بر لهستان حاکم شد. در این زمان بسیاری یهودیان به اسرائیل و آمریکای شمالی و جنوبی مهاجرت کردند.

## از زمان فروپاشی کمونیسم
از زمان فروپاشی کمونیسم تلاش زیادی در لهستان برای بازیابی زندگی یهودی شکل گرفته‌است.